# Рупия Персидского залива
Рупия Персидского залива (англ. Gulf rupee, араб. روبيه‎) — денежная единица государств Персидского залива в 1959—1966 годах.

## История
До 1959 года основной валютой государств Персидского залива являлась индийская рупия. Как и во всём арабском мире, широко использовались также талер Марии-Терезии и британские соверены, в Маскате использовались также собственные монеты. В 1959 году Резервный банк и Правительство Индии после консультаций с правительствами государств залива и Банком Англии объявило о выпуске для государств залива специальных банкнот в рупиях, которые не являлись законным платёжным средством в Индии. Обмен банкнот в индийских рупиях на новые банкноты производился в период с 11 мая 1959 года по 21 июня 1959 года.
В 1961 году Кувейт отказался от использования рупии, введя 1 апреля 1961 года собственную денежную единицу — кувейтский динар. Обмен производился в соотношении: 131⁄3 рупии = 1 динар.
11 октября 1965 года Бахрейн ввёл собственную валюту — бахрейнский динар, обмен производился: 10 рупий = 1 динар.
Рупия Персидского залива была приравнена к индийской рупии. В связи с девальвацией индийской рупии в июне 1966 года и последовавшей за ней девальвацией рупии Персидского залива на 36,5% государства залива отказались от её использования.
Катар перешёл в 1966 году на саудовский риял, обмен производился: 1,065 рупии = 1 риял.
Княжества Договорного Омана ввели в том же году различные валюты: Абу-Даби — бахрейнский динар, остальные — саудовский риял.
Маскат, отказавшись от рупии, использовал в обращении монеты собственной чеканки в риалах и талер Марии-Терезии.

## Банкноты
Выпускались банкноты Правительства Индии в 1 рупию и банкноты Резервного банка Индии в 5, 10, 100 рупий.